# Petralia Sottana
Petralia Sottana é uma comuna italiana da região da Sicília, província de Palermo, com cerca de 3.330 habitantes. Estende-se por uma área de 178 km², tendo uma densidade populacional de 19 hab/km². Faz fronteira com Alimena, Blufi, Caltanissetta (CL), Castelbuono, Castellana Sicula, Geraci Siculo, Isnello, Marianopoli (CL), Petralia Soprana, Polizzi Generosa, Resuttano (CL), Santa Caterina Villarmosa (CL), Villalba (CL).

## Demografia
| Variação demográfica do município entre 1861 e 2011                               |
|                                                                                   |
| Fonte: Istituto Nazionale di Statistica (ISTAT) - Elaboração gráfica da Wikipedia |